# FC Oberlausitz Neugersdorf
Der FC Oberlausitz Neugersdorf (vollständiger Name: FC Oberlausitz Neugersdorf e. V.) ist ein Fußballverein aus Ebersbach-Neugersdorf aus dem Stadtteil Neugersdorf. Ebersbach-Neugersdorf befindet sich in Ost-Sachsen in der Oberlausitz. Der FCO hat etwa 296 Mitglieder (2018). Die Vereinsfarben sind Blau-Weiß. Die Spielstätte des FC Oberlausitz Neugersdorf ist die Sparkassen-Arena in der Friedrich-Ludwig-Jahn-Sportanlage. Die Kapazität beträgt ca. 4000 Plätze, davon 3400 Stehplätze (270 überdacht) sowie 600 Sitzplätze (290 überdacht).

## Geschichte
Zu DDR-Zeiten waren die Fußballer in der Sektion der BSG Lautex organisiert. Nach der Wiedervereinigung wurde der Turn- und Ballspielverein gegründet, in dem Fußball eine Abteilung neben Handball, Turnen und Radsport bildete. Am 12. Dezember 1992 löste sich die Fußballabteilung vom TBSV und gründete den Oberlausitzer Fußballclub Neugersdorf e. V. Zum 1. Juli 2003 wurde die Umbenennung in FC Oberlausitz Neugersdorf e. V. wirksam.
Bis 1995 spielte der OFC Neugersdorf in der Bezirksliga Dresden. Als der Aufstieg gelungen war, konnte sich der Verein in der Landesliga Sachsen etablieren. Ab der Saison 2001/02 spielte die Mannschaft in der NOFV-Oberliga Süd. 2006 stieg der Verein als Tabellenletzter der Oberliga wieder in die Landesliga Sachsen ab. In der Saison 2012/13 wurde bereits drei Spieltage vor Saisonende die Sachsenmeisterschaft gewonnen, die zum erneuten Aufstieg in die NOFV-Oberliga Süd berechtigt.
Am 12. Dezember 1992 fand in der Neugersdorfer Gaststätte „Hotel Lampelburg“ eine historische Mitgliederversammlung statt. Die Fußballabteilung des TBSV Neugersdorf trennte sich vom Stammverein und gründete den „Oberlausitzer Fußballclub Neugersdorf – OFC“. Es begannen die erfolgreichsten Jahre des Neugersdorfer Fußballs mit den Aufstiegen in Landes- und Oberliga. Aus dem Jugend-Trainingsförderzentrum des Sächsischen Fußballverbandes entstand in Neugersdorf ein DFB-Trainingsförderzentrum. Im Jahr 2003 erfolgte die Umbenennung des Vereins in „Fußballclub Oberlausitz Neugersdorf – FCO“. Die Trainings- und Spielbedingungen verbesserten sich nach der Rollrasenkur des Rasenplatzes, dem Bau einer Kunstrasenspielstätte und dem Um- und Neubau von Umkleidekabinen und Sanitärbereich in der Jahnturnhalle. Im Sachsenpokal 2014/15 gelang dem FC im Viertelfinale ein 2:1-Sieg über den Drittligisten Dynamo Dresden. Die Saison 2014/15 beendete der Verein mit dem erstmaligen Aufstieg in die vierthöchste Liga, der Regionalliga Nordost. In ihrer ersten Saison 2015/16 erreichten sie als Neuling den Tabellenplatz 5. Nach der Saison 2018/19 zog sich die Mannschaft, die sportlich den Klassenerhalt erreicht hatte, aus finanziellen und strukturellen Gründen aus der Regionalliga zurück.

## Bilanz
| Saison                          | Liga | Liga                   | Platz | Punkte | Tore  | Sachsenpokal       |
| ------------------------------- | ---- | ---------------------- | ----- | ------ | ----- | ------------------ |
| 1992/93                         | 6    | Bezirksliga            | 03.   | 30     | 57:35 |                    |
| 1993/94                         | 6    | Bezirksliga            | 02.   | 37     | 63:20 |                    |
| 1994/95                         | 6    | Bezirksliga ▲          | 01.   | 39     | 64:24 |                    |
| 1995/96                         | 5    | Sachsenliga            | 11.   | 26     | 33:54 |                    |
| 1996/97                         | 5    | Sachsenliga            | 08.   | 42     | 49:41 |                    |
| 1997/98                         | 5    | Sachsenliga            | 07.   | 46     | 47:55 |                    |
| 1998/99                         | 5    | Sachsenliga            | 02.   | 57     | 61:44 |                    |
| 1999/2000                       | 5    | Sachsenliga            | 03.   | 56     | 61:32 |                    |
| 2000/01                         | 5    | Sachsenliga ▲          | 01.   | 60     | 56:21 |                    |
| 2001/02                         | 4    | Oberliga Nordost       | 14.   | 29     | 30:60 |                    |
| 2002/03                         | 4    | Oberliga Nordost       | 11.   | 41     | 52:50 |                    |
| 2003/04                         | 4    | Oberliga Nordost       | 09.   | 34     | 44:48 |                    |
| 2004/05                         | 4    | Oberliga Nordost       | 11.   | 42     | 49:58 |                    |
| 2005/06                         | 4    | Oberliga Nordost ▼     | 16.   | 20     | 30:78 | Achtelfinale       |
| 2006/07                         | 5    | Sachsenliga            | 07.   | 43     | 52:54 | Viertelfinale      |
| 2007/08                         | 5    | Sachsenliga            | 12.   | 30     | 30:44 | Halbfinale         |
| 2008/09                         | 6    | Sachsenliga            | 02.   | 59     | 60:30 | Viertelfinale      |
| 2009/10                         | 6    | Sachsenliga            | 05.   | 48     | 54:41 | Ausscheidungsrunde |
| 2010/11                         | 6    | Sachsenliga            | 03.   | 55     | 61:44 | 1. Hauptrunde      |
| 2011/12                         | 6    | Sachsenliga            | 11.   | 39     | 46:49 | 2. Hauptrunde      |
| 2012/13                         | 6    | Sachsenliga ▲          | 01.   | 78     | 73:14 | Halbfinale         |
| 2013/14                         | 5    | Oberliga Nordost       | 03.   | 57     | 70:41 | Finale             |
| 2014/15                         | 5    | Oberliga Nordost ▲     | 02.   | 66     | 71:20 | Viertelfinale      |
| 2015/16                         | 4    | Regionalliga Nordost   | 05.   | 54     | 52:48 | Viertelfinale      |
| 2016/17                         | 4    | Regionalliga Nordost   | 08.   | 48     | 41:33 | Achtelfinale       |
| 2017/18                         | 4    | Regionalliga Nordost   | 10.   | 43     | 47:53 | Finale             |
| 2018/19                         | 4    | Regionalliga Nordost ▼ | 15.   | 37     | 40:64 | 3. Hauptrunde      |
| 2019/20                         | 5    | Oberliga Nordost       | 13.   | 21     | 33:33 | Achtelfinale       |
| 2020/21                         | 5    | Oberliga Nordost       | 05.   | 20     | 16:10 | 2. Hauptrunde      |
| 2021/22                         | 5    | Oberliga Nordost       | 06.   | 40     | 43:47 | 2. Hauptrunde      |
| 2022/23                         | 5    | Oberliga Nordost       | 18.   | 24     | 27:66 | Halbfinale         |
| 2023/24                         | 6    | Sachsenliga            | 4.    | 50     | 46:33 | 1. Hauptrunde      |
| Grün: Aufsteiger Rot: Absteiger |      |                        |       |        |       |                    |

## Größte Erfolge
- Finale im Sachsenpokal 2013/14, 2017/18
- Aufstieg in die Regionalliga Nordost 2015

## Trainer
- Dirk Havel
- Christian Belger
- Manfred Weidner
- Vragel da Silva
- Manfred Weidner
- Karsten Hutwelker
- Thomas Hentschel
- Stefan Fröhlich

## Bekannte Spieler (Auswahl)
| - Marco Förster - Thomas Hoßmang - Robert Koch - Sven Kubis - Sepp Kunze - Jean-Clotaire Tsoumou-Madza - Jaroslav Dittrich - Jan Flachbart - Ladislav Grubhoffer | - Miroslav Hubený - Rafał Hübscher - Ladislav Jamrich - Libor Janáček - Jiří Liška - Pavel Lukáš - Jan Nezmar - Michal Macek - Josef Marek | - Milan Matula - Jan Penc - David Pokorný - Pavel Širanec - Jiří Šisler - Jiří Štajner - Martin Sviták - Jiří Vagner - Štěpán Vachoušek |

## Nachwuchs
In der Saison 2019/2020 spielen die A-, B- und C-Jugend des FC Oberlausitz in der Landesliga (der höchsten Spielklasse Sachsens). Außerdem hat der FCO auch eine zweite Mannschaft in der A- sowie B-Jugend in einer Spielgemeinschaft mit der SG Dresden Weißig in der Landesklasse Ost (der zweithöchsten Spielklasse Sachsens) und in der C-Jugend mit dem TSV Herwigsdorf ebenfalls in der Landesklasse Ost (der zweithöchsten Spielklasse Sachsens). In der D-Jugend spielt der FCO in der Landesklasse Ost (der zweithöchsten Spielklasse und ist aktueller Tabellenführer).
Die E1- und E2-Jugend spielt in der Kreisoberliga sowie in der Kreisliga (in den beiden aller höchsten Spielklassen) und die F- sowie G-Jugend in der Kreisliga (in den aller höchsten Spielklassen).

## Partnervereine
- Slovan Liberec (1. Liga CZ)
- FK Varnsdorf (2. Liga CZ)